# Aéroport d'Araracuara
Pour les articles homonymes, voir ACR.
L’aéroport d'Araracuara (code IATA : ACR • code OACI : SKAC) est un aéroport régional situé à environ deux kilomètres au nord-ouest de la localité d’Araracuara, un corregimiento de la municipalité de Solano, dans le département de Caquetá, en Colombie. Il est proche (à quelques centaines de mètres) de la rivière Caquetá — un important cours d'eau du bassin amazonien — qui à cet endroit traverse d'imposants rapides, et comme Araracuara, est implanté sur la rive gauche de celle-ci. Sur la rive droite, juste en face d’Araracuara, se trouve Puerto Santander, un corregimiento départemental, dans le département d'Amazonas, qui bénéficie aussi de la présence de cet aéroport. 

## Histoire
La piste de l’aéroport d'Araracuara est construite dans les années 1950 par l’ancienne Empresa Colombiana de Aérodromes (ECA), en tant que point intermédiaire sur la route entre Bogotá, la capitale de la Colombie, et Leticia le chef-lieu du département d’Amazonas. Les travaux sont effectués par les détenus de la colonie pénitentiaire du lieu, qui aplanissent le terrain rocheux pour former une piste de 1270 mètres de long. Les travaux sont dirigés par l’ingénieur ACE Humberto Tehelén, la prison étant sous le commandement du major Alfredo Castilla. Après la suppression de la colonie pénitentiaire, la piste continue à être utilisée pour alimenter la base militaire de l’armée nationale dans cette localité. 
Le trafic aéroportuaire est modeste (en 2008, 154 vols et 1 490 passagers) mais la présence de cette infrastructure est essentielle pour la population locale, isolée au sein de la forêt amazonienne.

## Situation
| \| 20 km1:4 119 000 \| Acandí Apartadó / Carepa Araracuara Arauca Armenia Bahía Solano Barrancabermeja Barranquilla / Soledad Bogota Bucaramanga · Lebrija Buenaventura Cali Carthagène · des Indes Corozal Cúcuta Florencia Guapi Ibagué Ipiales · Aldana La Chorrera La Pedrera Leticia Maicao Manizales Medellín Medellín O. H. Mitú Montería Neiva Nuquí Ocaña Pereira Popayán Providencia Puerto · Asís Puerto · Carreño Quibdó Riohacha San Andrés San José · del Guaviare San Juan · de Pasto San Vicente · del Caguán Santa Marta Saravena Tame Tumaco Valledupar Villavicencio Yopal |
| 20 km1:4 119 000 |

## Compagnie aérienne et destinations
| Compagnies | Destinations                |
| ---------- | --------------------------- |
| SATENA     | Florencia (en), La Chorrera |

Edité le 16/12/2023

## Accidents
- Le 17 octobre 1964, près de l’aéroport d’Araracuara, un avion Curtiss C-46 immatriculé HK-520, appartenant à la compagnie Taxi Aéreo Opita (TAO), lors d’un vol entre Bogota et Leticia, effectue un brutal atterrissage d'urgence à l’aéroport d'Araracuara, sans perte de vie, mais qui provoque des dommages irréparables à l’appareil, qui doit être abandonné sur place.
- Le 6 septembre 2014, dix personnes sont tuées (tous les occupants de l'aéronef) quand un bimoteur Piper PA-31 Navajo, un petit avion de passagers, appartenant à la société Laser, s’écrase dans la forêt amazonienne à quelques kilomètres, près de Puerto Santander, après avoir décollé de l'aéroport d'Araracuara. Parmi les victimes, sont deux chercheurs de l’Institut de recherche en ressources biologiques Alexandre-de-Humboldt (es), un organisme colombien.